# Bowlesia venturii
Bowlesia venturii är en flockblommig växtart som beskrevs av Mildred Esther Mathias och Lincoln Constance. Bowlesia venturii ingår i släktet drusor, och familjen flockblommiga växter. Inga underarter finns listade i Catalogue of Life.